# Edward Łakomy
Edward Łakomy (ur. 10 października 1894 w Czerlejnie, zm. 14 listopada 1939 w Piaśnicy) – major piechoty Wojska Polskiego, uczestnik walk o granice w latach 1918–1921, wójt gminy Wejherowo-Wieś, ofiara zbrodni w Piaśnicy. 

## Życiorys
Urodził się 10 października 1894 w wielkopolskiej wsi Czerlejno. Ukończył szkołę średnią. Brał udział w I wojnie światowej.
Walczył w powstaniu wielkopolskim. 16 maja 1919 roku na wniosek głównodowodzącego Komisariat Naczelnej Rady Ludowej przyjął go do Sił Zbrojnych Polskich w byłym zaborze pruskim z byłej armii niemieckiej w stopniu sierżanta i mianował podporucznikiem w piechocie.
Po jego zakończeniu wstąpił w szeregi odrodzonego Wojska Polskiego i wziął udział w wojnie polsko-bolszewickiej. Służbę pełnił w 68 pułku piechoty we Wrześni. 19 sierpnia 1920 roku został zatwierdzony z dniem 1 kwietnia 1920 roku w stopniu kapitana, w piechocie, „w grupie oficerów byłej armii niemieckiej”. 1 czerwca 1921 roku pełnił służbę w 3 maja 1922 roku został zweryfikowany w stopniu kapitana ze starszeństwem z dniem 1 czerwca 1919 roku i 796. lokatą w korpusie oficerów piechoty. W latach 1923-1924 pełnił obowiązki dowódcy I batalionu 68 pp.
3 maja 1926 roku został awansowany na majora ze starszeństwem z dniem 1 lipca 1925 roku i 81. lokatą w korpusie oficerów piechoty. W 1928 roku był dowódcą III batalionu 41 Suwalskiego pułku piechoty w Suwałkach. W 1932 roku był komendantem placu Dęblin. 15 listopada 1932 roku został zwolniony z zajmowanego stanowiska z pozostawieniem bez przynależności służbowej i oddany do dyspozycji dowódcy Okręgu Korpusu Nr I. Z dniem 30 kwietnia 1933 roku został przeniesiony w stan spoczynku. W 1934 roku pozostawał w ewidencji Powiatowej Komendy Uzupełnień Gdynia. Posiadał przydział do Oficerskiej Kadry Okręgowej nr VIII. Był wówczas „przewidziany do użycia w czasie wojny”.
W 1935 roku objął funkcję wójta gminy Wejherowo-Wieś, którą piastował do września 1939 roku. Był aktywnym działaczem Polskiego Związku Zachodniego oraz innych organizacji społecznych i kombatanckich. Delegat Związku Weteranów Powstań Narodowych R.P. 14/19 w 1934 roku. Pełnił także funkcję wiceprezesa Ochotniczej Straży Pożarnej w Wejherowie.
Po rozpoczęciu niemieckiej inwazji na Polskę wraz z innymi przedstawicielami władz samorządowych Wejherowa (m.in. starostą Antonim Potockim i burmistrzem Teodorem Bolduanem) udał się do Gdyni, aby złożyć dokumenty służbowe w tamtejszym Komisariacie Rządu (8 września 1939). Po zajęciu miasta przez oddziały niemieckie (14 września) został aresztowany. Po pewnym czasie przewieziono go do więzienia w Wejherowie, a następnie zamordowano w masowej egzekucji w lesie piaśnickim (14 listopada 1939). Podczas prac ekshumacyjnych prowadzonych na miejscu kaźni w październiku 1946 roku udało się odnaleźć i zidentyfikować zwłoki majora. Nosiły one ślady brutalnych tortur. Strażnik Schramm z wejherowskiego więzienia twierdził, że podczas egzekucji Łakomy nie mogąc znieść widoku mordowanych dzieci rzucił się na przywódcę wejherowskiego Selbstschutzu – Hansa Söhna – i złamał mu rękę w czasie szamotaniny (świadkowie wspominali, że w tym okresie Söhn rzeczywiście nosił przez jakiś czas rękę na temblaku). W odwecie miał zostać skatowany i zastrzelony.
Odnalezione ciało Łakomego zostało pochowane przez rodzinę na cmentarzu parafialnym w Wejherowie.

## Ordery i odznaczenia
- Krzyż Walecznych
- Medal Pamiątkowy za Wojnę 1918-1921 „Polska Swemu Obrońcy”
- Medal Dziesięciolecia Odzyskanej Niepodległości